# 科特拉斯
科特拉斯（俄语：Котлас）是俄羅斯阿爾漢格爾斯克州東南部的一座城市，位於維切格達河和蘇霍納河匯流成北德維納河處。2002年人口60,647人。1917年5月3日設鎮。
連接科米共和國和俄羅斯其他地區的鐵路經過本市。

## 姐妹城市
- 波蘭塔爾努夫
- 乌克兰巴赫奇薩賴
- 美国沃特維爾